# Абделазіз Тавфік
Абделазіз Тавфік (араб. عبد العزيز توفيق, нар. 24 травня 1986, Каїр) — єгипетський футболіст, що грав на позиції півзахисника, зокрема за «ЕНППІ Клуб», а також за національну збірну Єгипту.

## Клубна кар'єра
У дорослому футболі дебютував 2004 року виступами за команду «Ель-Мансура», в якій провів один сезон, взявши участь в одному матчі чемпіонату. 
Своєю грою за цю команду привернув увагу представників тренерського штабу клубу «ЕНППІ Клуб», до складу якого приєднався 2005 року. Відіграв за цю каїрську команду наступні шість сезонів своєї ігрової кар'єри.
Згодом з 2011 по 2018 рік грав у складі команд «Аль-Масрі», «Смуха», «Аль-Масрі» та «Ель-Ґеїш», а завершував ігрову кар'єру у команді «Газль Аль-Мехалла», за яку виступав протягом 2018—2019 років.

## Виступи за збірні
2005 року залучався до складу молодіжної збірної Єгипту. На молодіжному рівні зіграв у -1 офіційних матчах.
2008 року дебютував в офіційних матчах у складі національної збірної Єгипту.
Був у заявц збірної на Кубку конфедерацій 2009 та Кубку африканських націй 2010, де Єгипет здобув титул континентальних чемпіонів. На обох турнірах був гравцем запасу і на поле не виходив.
Загалом протягом трирічної кар'єри у національній команді провів у її формі 7 матчів.

## Титули і досягнення
- Володар Кубка Єгипту (1):

«ЕНППІ Клуб»: 2010-2011
- Переможець Кубка африканських націй: 2010